# Fort du Risoux
Le fort du Risoux, appelé brièvement fort Guyot, est un fort  du système Séré de Rivières de première génération, à massif central et batteries basses, faisant partie du rideau du Jura et de la place des Rousses. Il a été construit, entre 1880 et 1884, à 1273 m d'altitude, sur un promontoire de la forêt du Risoux, au-dessus du lac des Rousses, dans le massif du Jura (département français du Jura).
Il est situé à 3 km au nord du fort des Rousses, qu'il surveillait et protégeait. Le chemin stratégique de 3 km, permettant d'y accéder, débute au nord du bourg des Rousses. A son arrivée au fort, sur la droite, on peut voir les fondations de 2 bâtiments où logeaient les officiers.

## Construction
Une emprise de 22,7 ha a été acquise par l'armée afin de dégager un glacis autour du fort qui occupe 3,3 ha.
Une rampe baptisée "la ficelle", partant du bord du lac des Rousses, avait été aménagée spécialement pour monter les matériaux. Les tailleurs de pierres et maçons étaient piémontais et auvergnats ; les pierres de taille étaient extraites localement.
Le fort a la forme d'un pentagone irrégulier ; ses fossés sont défendus par 2 caponnières doubles et 1 simple,,. Les caponnières possèdent des orifices de 20 cm de diamètre pour battre les angles morts avec des grenades. La contrescarpe comporte, par endroits, de grands arceaux en décharge.
Le casernement, constitué de deux groupes de chambrées en vis-à-vis avec cour centrale, permettait de loger les 400 hommes et officiers de la garnison.
Les 16 plateformes d'artillerie sont desservies par une rue du rempart qui va de la cour d'entrée à celle du casernement.
Trois abris-cavernes, ont été creusés, mais seul celui greffé sur la gaine de descente à l'une des caponnières, est aujourd'hui accessible.
90 % des couloirs et casemates sont ou étaient doublés intérieurement de briques creuses et quelques huisseries subsistent ici et là, essentiellement dans les gaines des caponnières.
Le fort était équipé d'un poste optique à faisceaux lumineux, pour communiquer, par signaux Morse, avec le fort des Rousses.

## Histoire

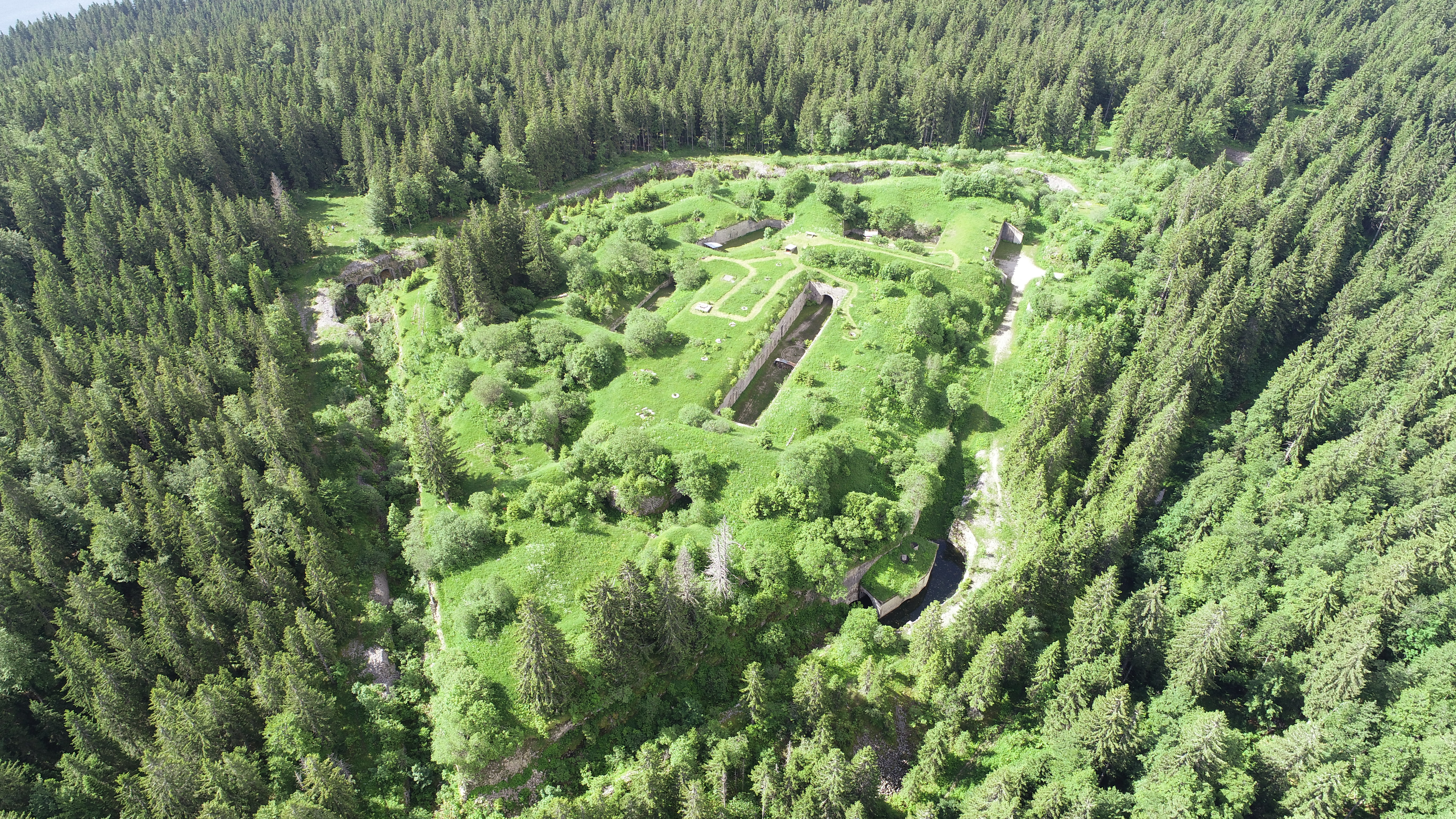
Vue aérienne des fossés, de la rue du rempart et de la cour du casernement

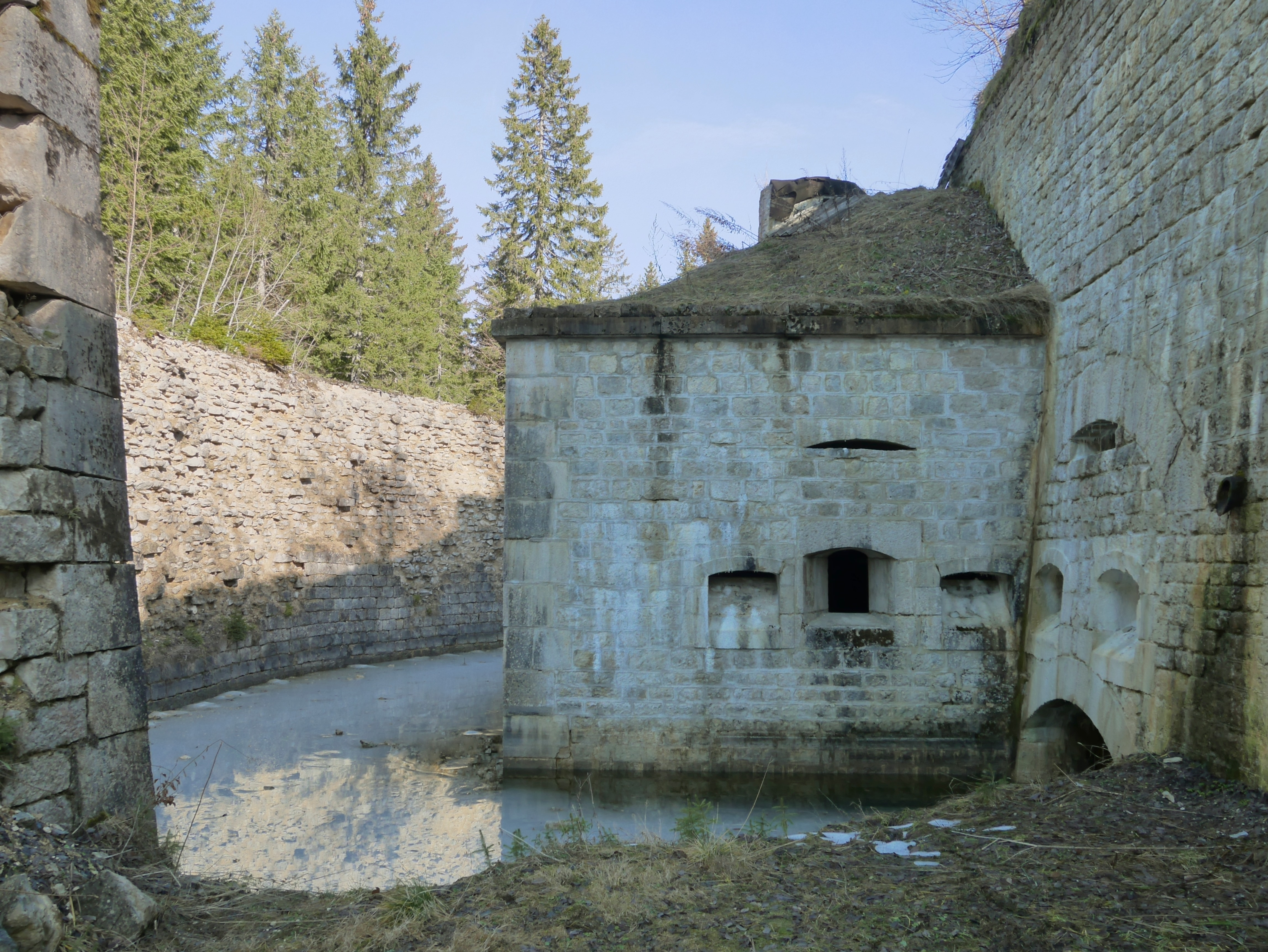
Caponnière double après restauration

Le fort est déclassé en 1892 et ne jouera aucun rôle militaire, bien que faisant partie du secteur fortifié du Jura  de la ligne Maginot. Après la seconde guerre mondiale, il a été utilisé comme pâturage durant quelques décennies, puis a servi, jusqu'en juin 1997, pour des entraînements à la manipulation d’explosifs par le centre d'entrainement commando stationné au fort des Rousses. Il est sorti du domaine militaire par décret le 1er février 1999. Bien qu'en assez mauvais état et avec de nombreux locaux obturés, la mairie des Rousses, actuel propriétaire, a débloqué des fonds qui ont permis de déboiser les alentours et de restaurer, entre 2005 et 2007, la caponnière double du front de gorge, son tunnel d’accès, ainsi que différents travaux de consolidation des murs de la première cour et de la rue du rempart. L'accès à l'intérieur du fort est depuis, interdit.
Des stands de tir sportif sont aménagées dans le fort par l'association locale de tir.

## Galerie

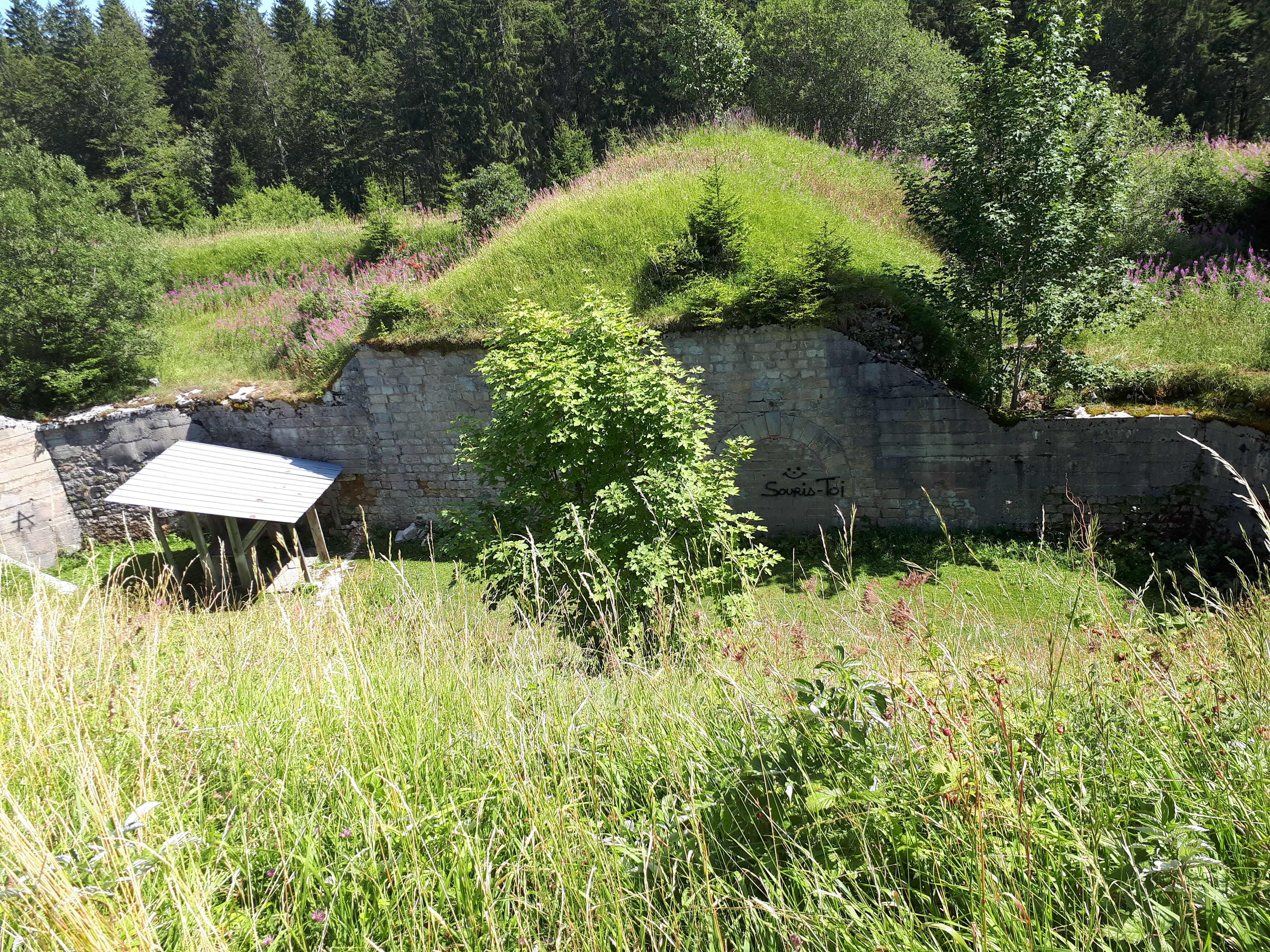
Cour d'entrée
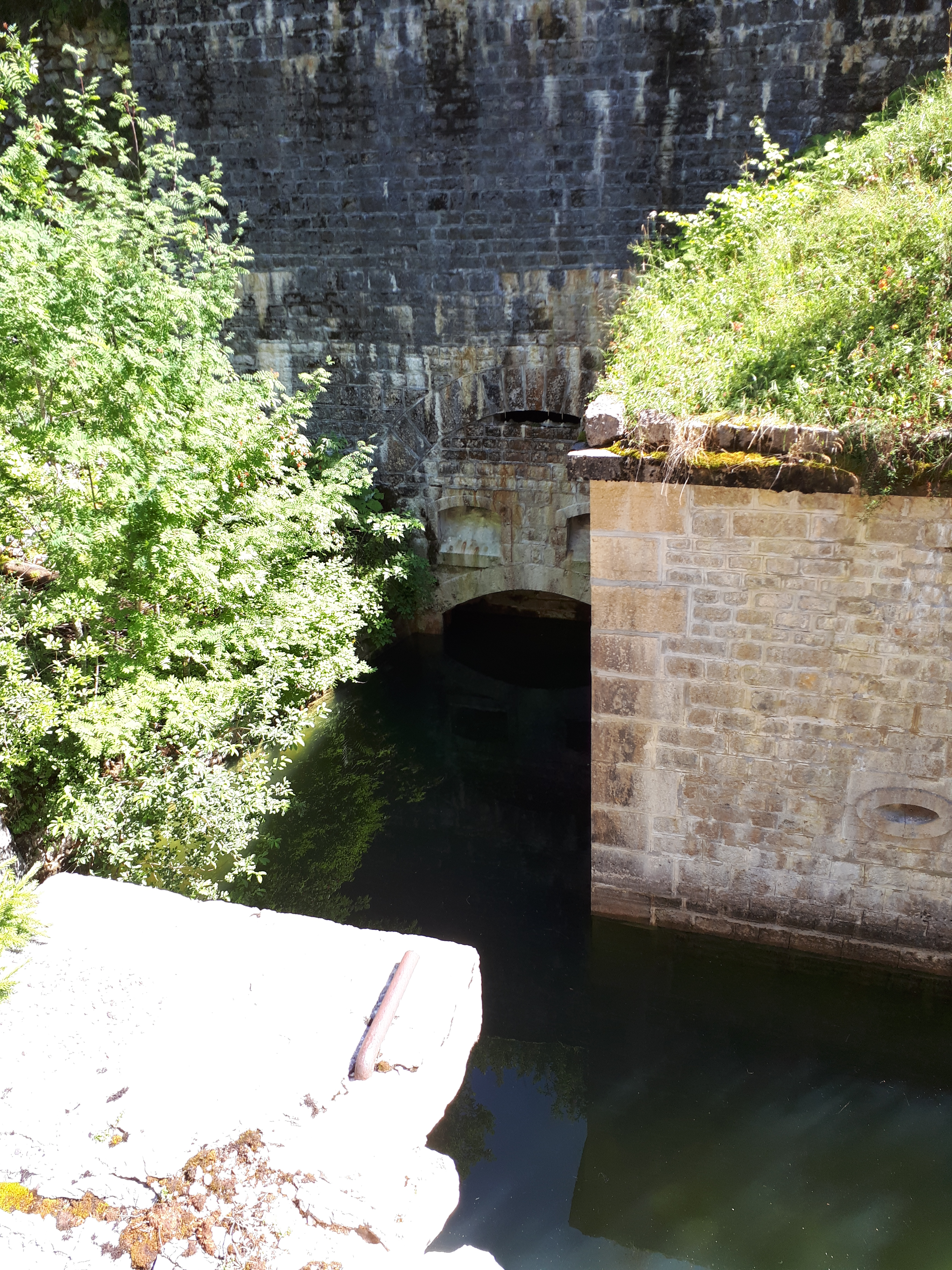
Caponnière
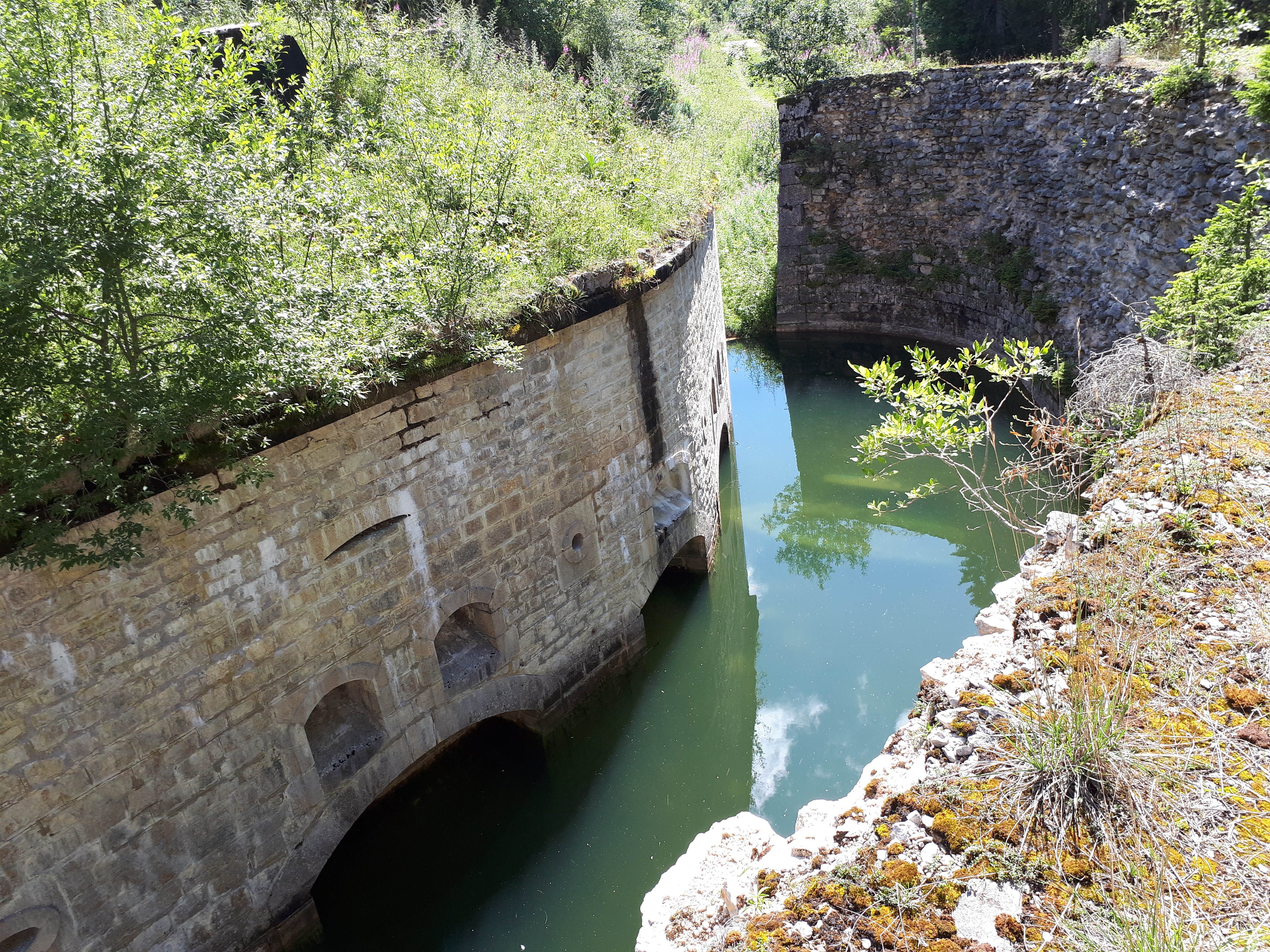
Caponnière
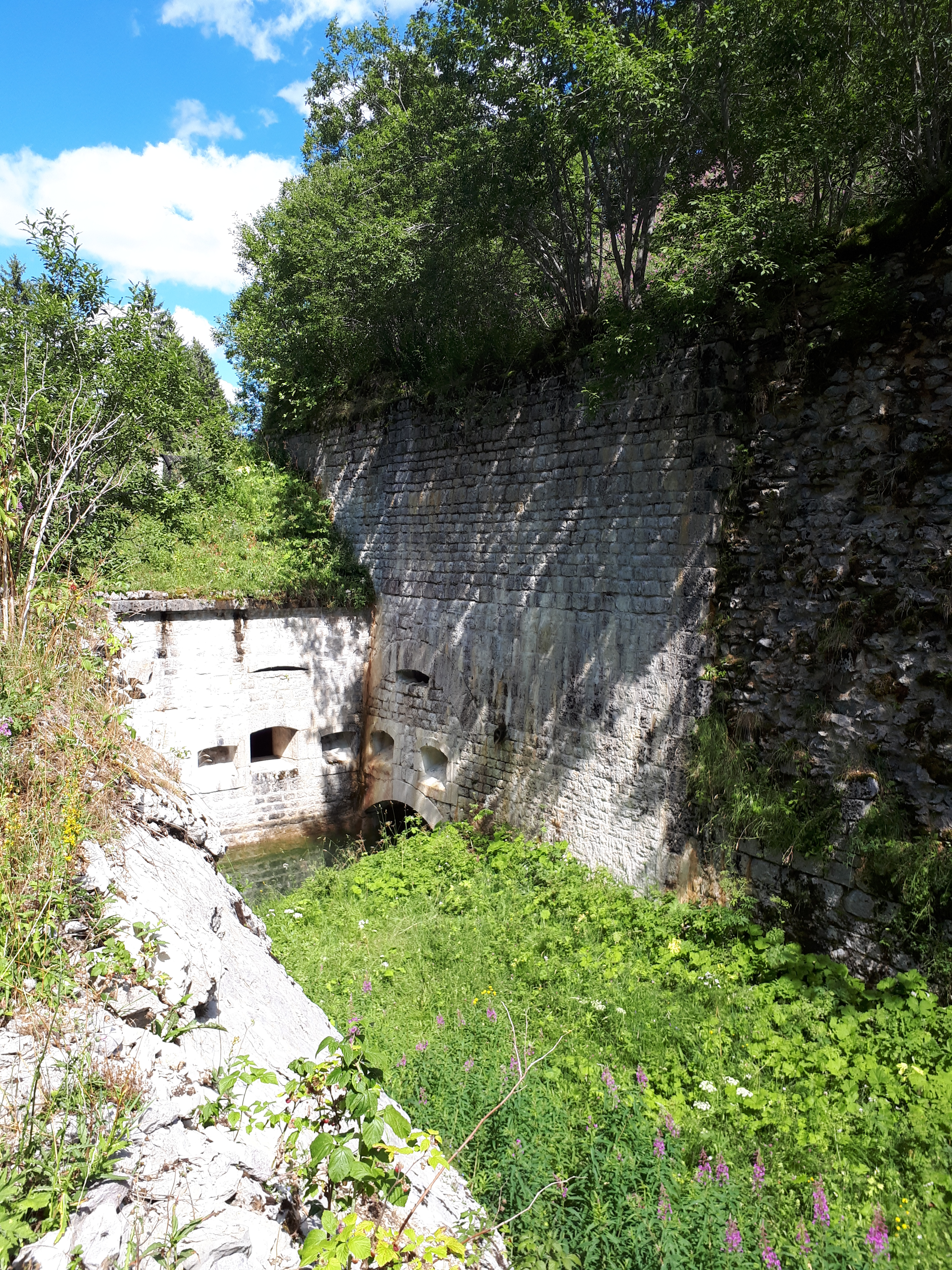
Caponnière-double avant restauration
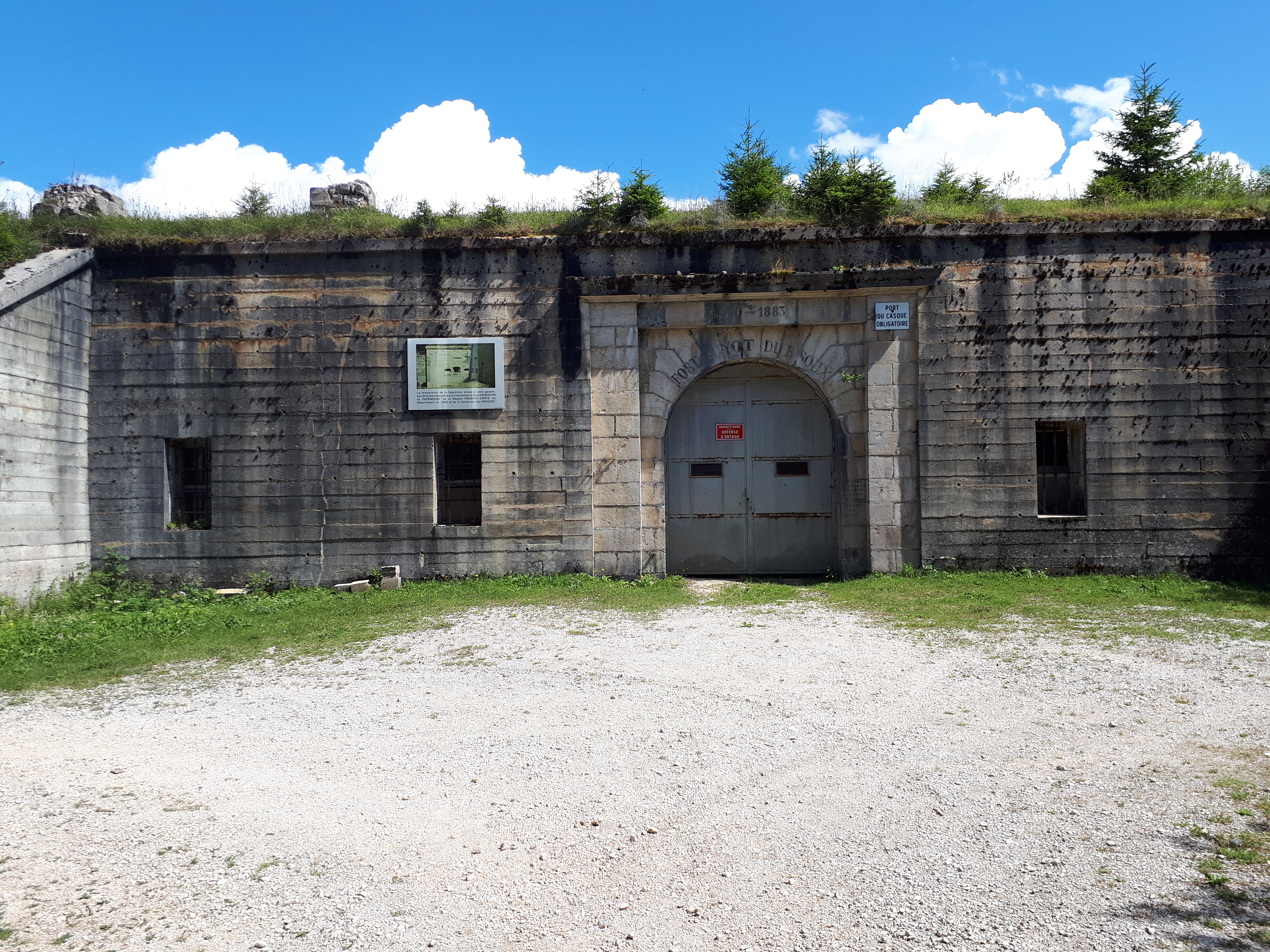
Entrée du fort
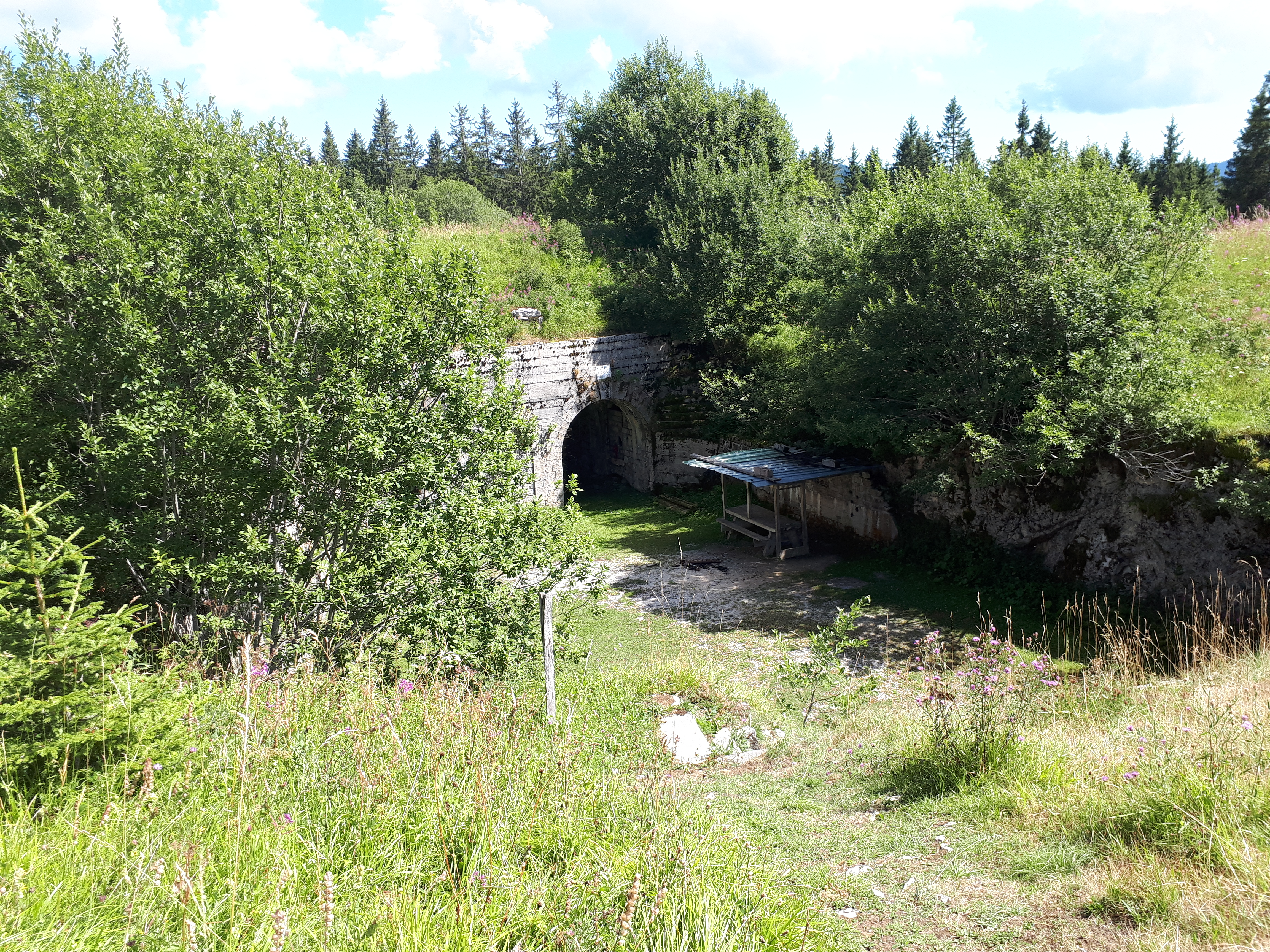
Rue du rempart
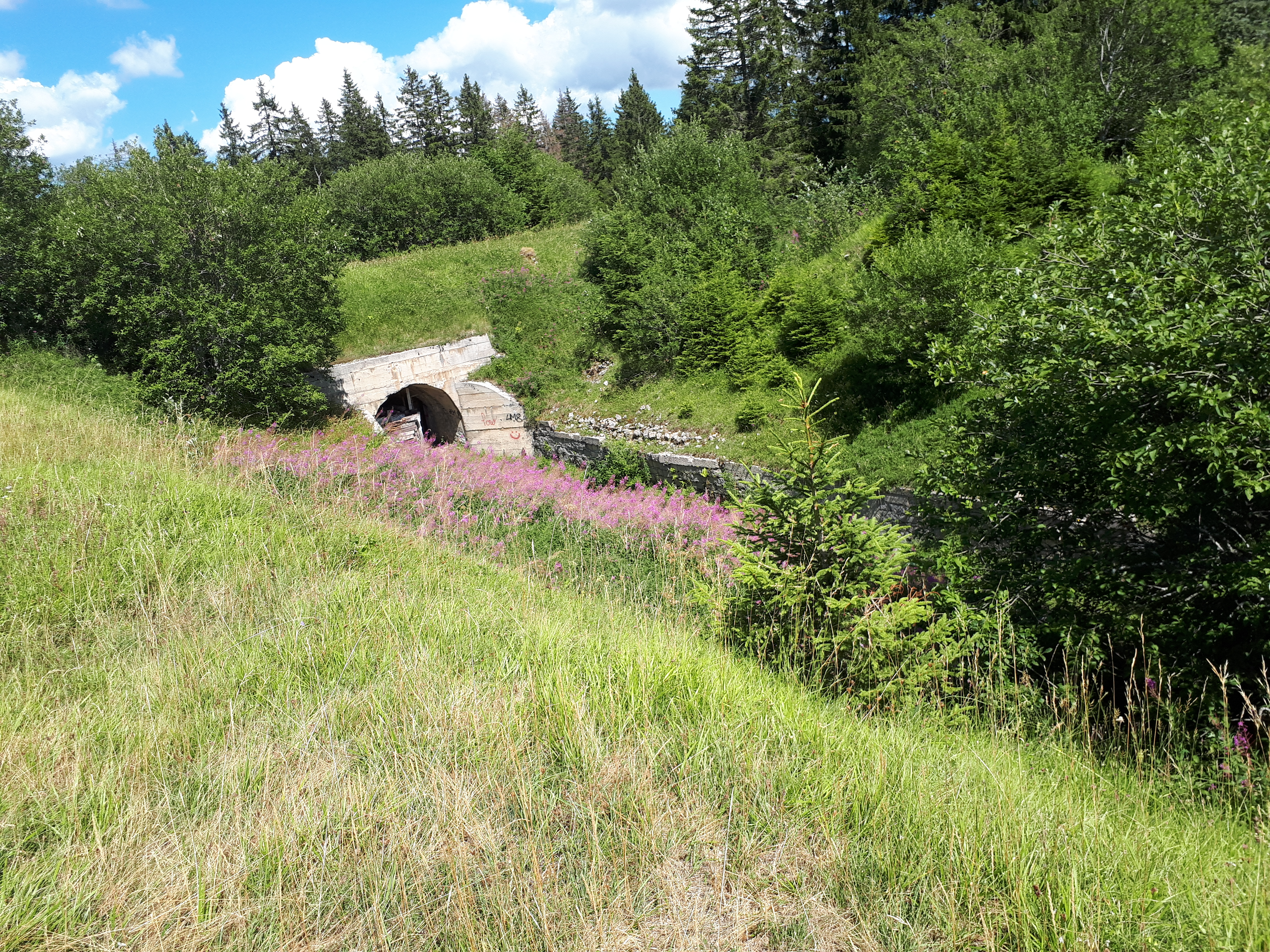
Rue du rempart
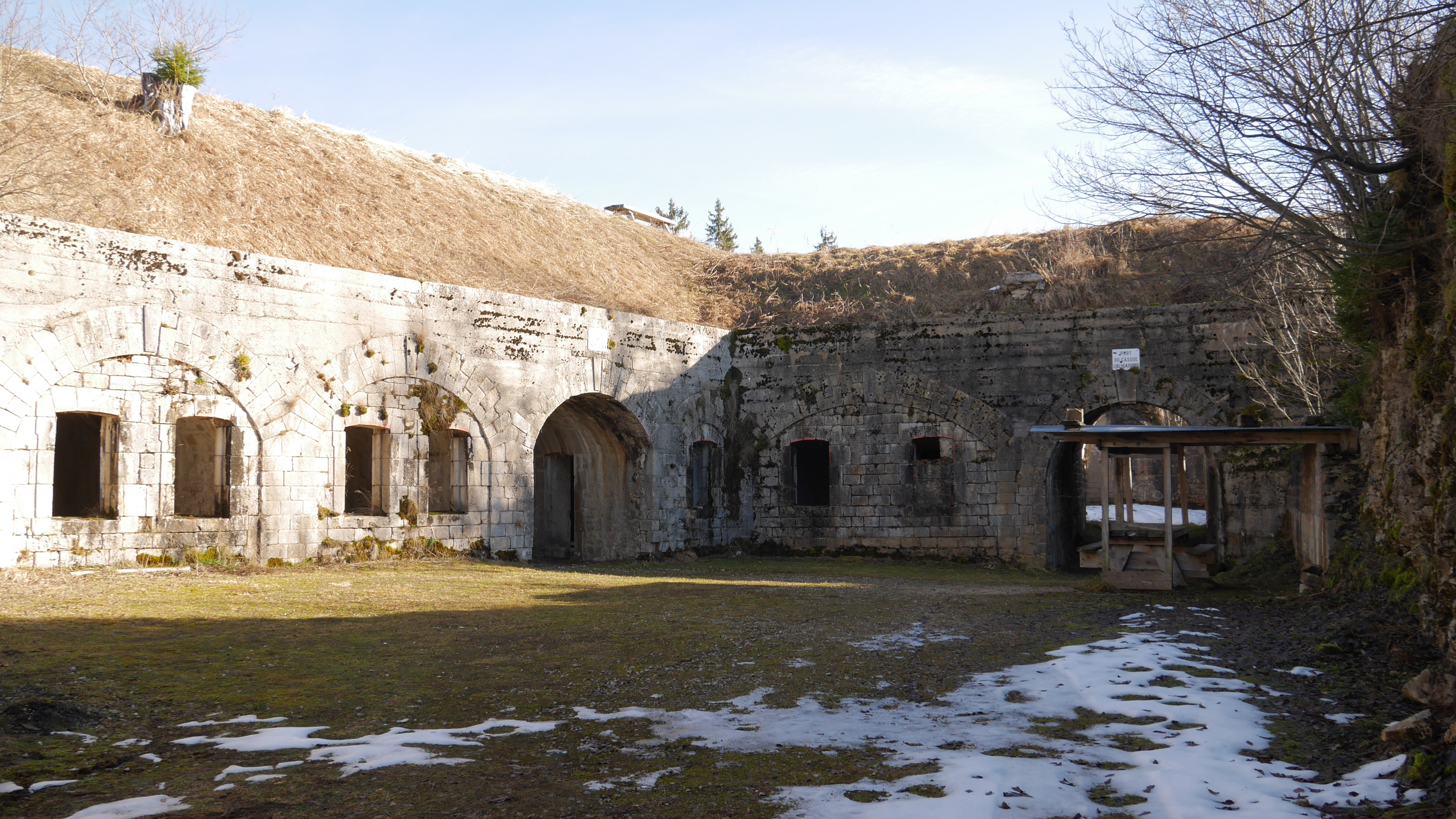
Casernement et sa cour d'honneur
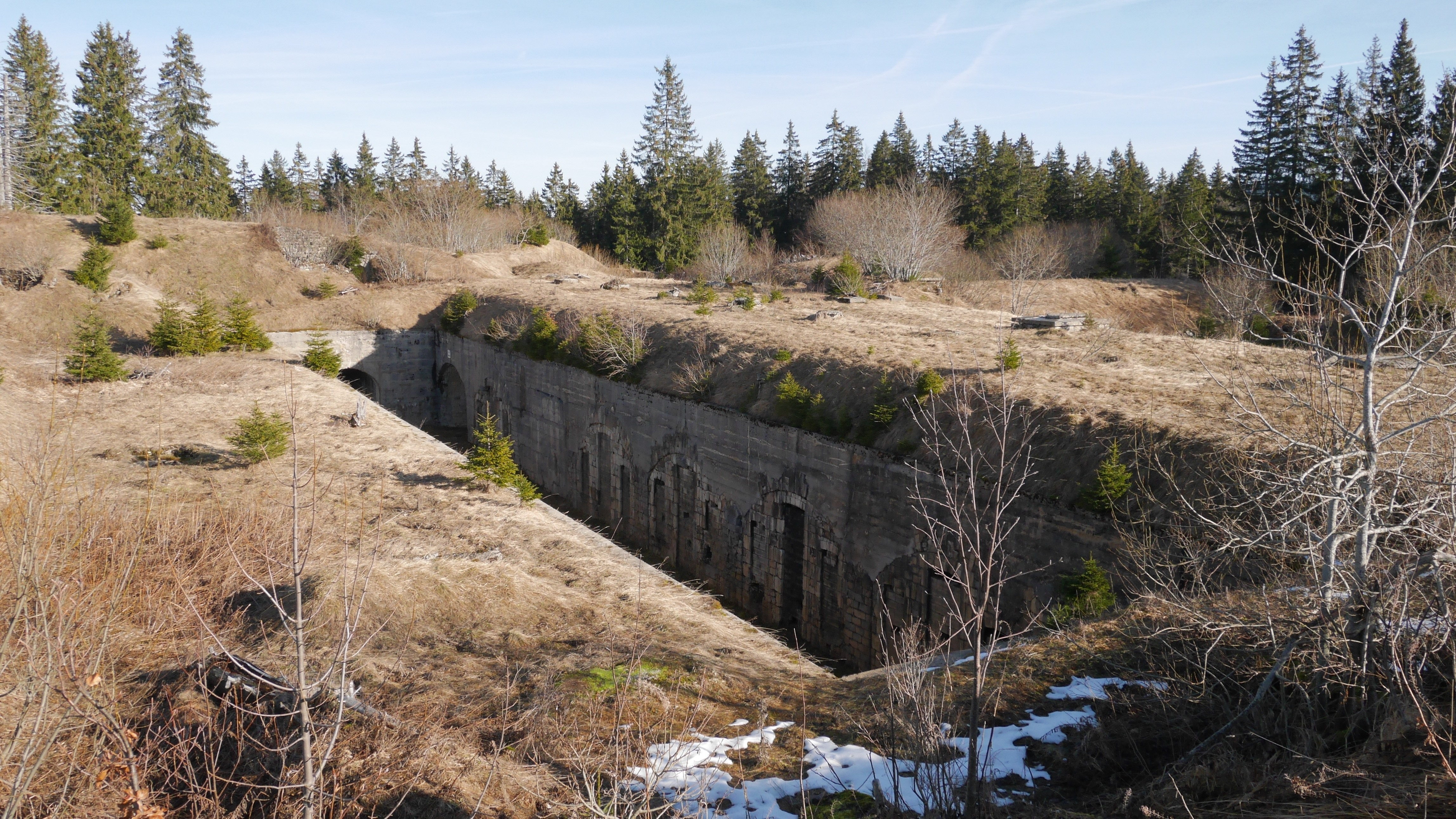
Casernement vu du dessus